# 康定級フリゲート
康定級フリゲート（こうてい級フリゲート、康定級巡防艦、英語：Kang Ding class Frigate）は、台湾海軍のフリゲート。フランス海軍のラファイエット級フリゲートを原型として、設計・建造はフランスで行なわれた。

## 開発
1980年代、台湾海軍は戦力近代化計画である光華計画を開始した。光華計画では、1,500t級のフリゲート「光華II号」を16隻整備することになっており、台湾海軍は建造する艦級の選定を実施した。その中でも、韓国海軍の蔚山級フリゲートが最有力候補となり、1988年に韓国海軍の練習艦隊が台湾に寄港したことからも、蔚山級フリゲートの導入が予定された。ところが、蔚山級フリゲートの防空能力が低いことが問題視されたため、蔚山級フリゲートの導入は撤回された。台湾海軍は、3,000t級のミサイル駆逐艦を整備する「光華I号」との互換性から、ドイツのMEKO型フリゲートの建造を希望したが、中国との国際問題になることを恐れたドイツ側が難色を示したため断念した。
一方、フランス政府はラファイエット級フリゲート（F-3000）を提案していたが、中華人民共和国との関係悪化を問題視したミッテラン大統領の指示で1990年1月に売り込みを凍結した。しかし総額20億USドル（当時）にもなる大規模商談にフランスの軍事業界の期待は大きく、フランスのトムソンCSF（Thomson-CSF、現 タレス）社と当時の台湾の国民党政権による江沢民ら中国政府高官への巨額賄賂を通じて再開されて後の民主進歩党の陳水扁総統は「中国の指導者に資金を与えて台湾の国益を傷つけた」と批判している。同年8月、フランス政府はラファイエット級フリゲート6隻の輸出と10隻の台湾でのライセンス生産を許可した。

## 設計
原型となったラファイエット級は、植民地警備などを主任務として対潜戦闘をまったく考慮しないなど、シーレーン防衛に使える汎用艦としての運用を求めていた台湾海軍の要求に合わない点があった。そこで、トムソンCSF社で台湾海軍独自の運用要求を加味した設計が行われた。

### 船体

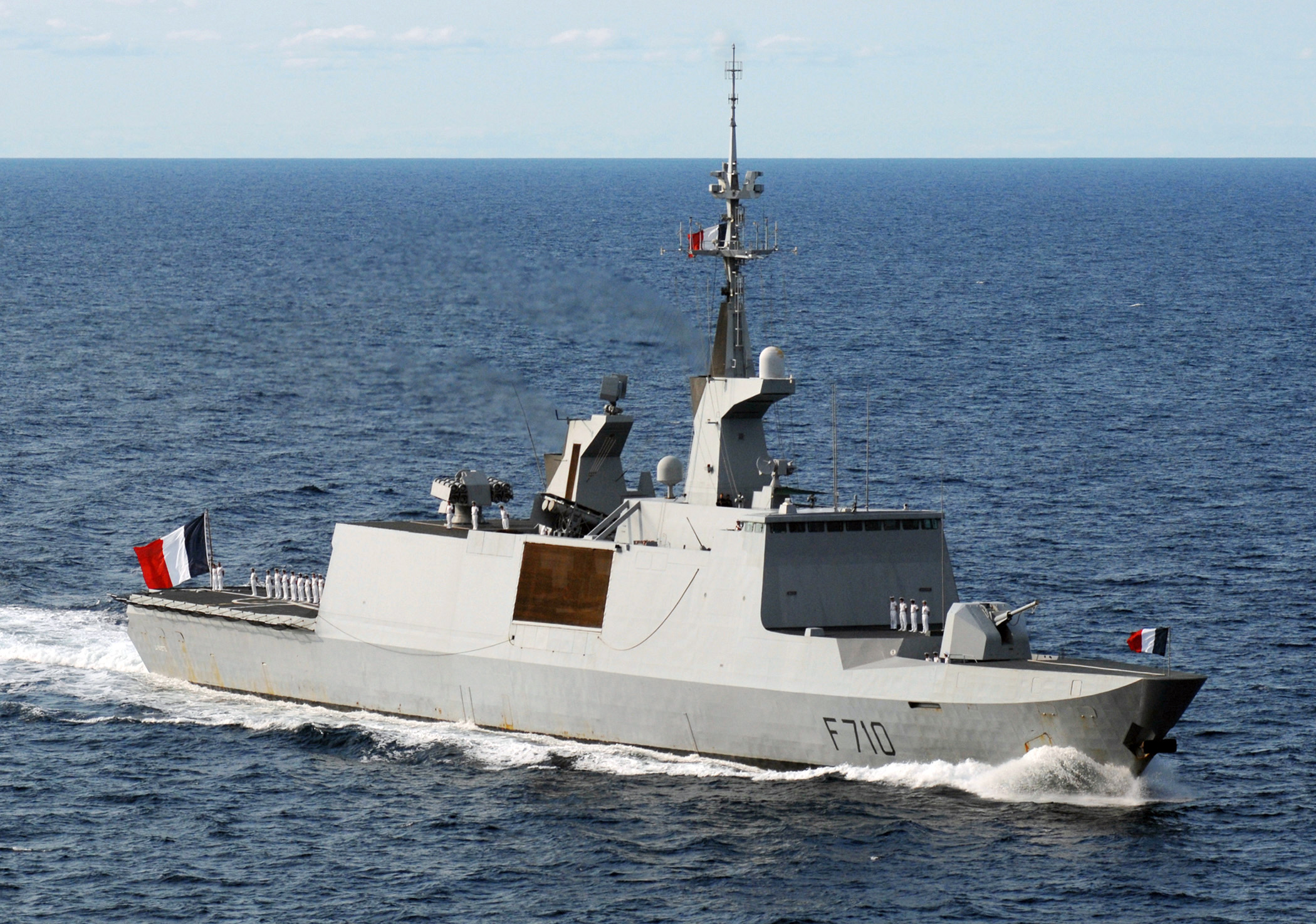
原型艦であるラファイエット級フリゲート
（フランス海軍）

本級は、ステルス化設計を大胆に導入したことで名高いフランスのラファイエット級フリゲートを原型としており、その特徴はおおむね本級においても引き継がれている。
艦体が多角形で構成されているのは勿論のこと、艦体にはレーダー波吸収剤が塗布され、開口部は普段シャッターで覆われている。ただし、台湾海軍の運用要求に基づいて搭載された武装は、原型のステルス設計を取り入れた兵装と異なり非ステルス設計であるため、ステルス性は大幅に低下したと言われている。

### 機関
原型艦であるラファイエット級は、海外領土の警備・EU域外における初期作戦への投入が主目的であることもあって、主機としては、現在の戦闘艦で標準的となっているガスタービンエンジンではなく、ディーゼルエンジンを採用している。これは本級にも引き継がれており、主機はラファイエット級と同じSEMT Pielstick社製のPA6-280 STC 4基と搭載する。ディーゼルエンジンは燃費に優れる一方で、騒音や振動の低減および即応性にやや劣ると言われている。
ソナーや対潜魚雷などを追加装備したため、重量は若干増加しており、乗組員も176名（うち将校20名）に増加している。

### C4Iシステム
原型艦であるラファイエット級は、トムソンCSF（現タレス）社の輸出用戦術情報処理装置であるTAVITAC 2000を逆輸入して、SENIT 7として搭載している。本級は本来の輸出用としてのTAVITAC 2000を搭載しており、従って原型艦と同等であると言える。TAVITAC 2000の一世代前にあたるTAVITAC（Vega III）は、中国海軍においてもZKJ-4として使用されており、台湾海峡を挟んで対立関係にある両国が同じシリーズを使用していることになる。
なお、2000年から始まった改修計画「博勝計画」で、台湾海軍が保有する他の大型艦と同じリンク 16を搭載した。

### 対潜兵装
原型艦であるラファイエット級は、後方警備という性格から、いかなる対潜兵装（ソナーおよび対潜火力）も搭載していない。しかし、設計・建造を担当したタレス社は、輸出用としてBRAVOと呼ばれる対潜型を開発しており、本級はこれをもとにしている。
対潜センサーとしては、スフェリオンB 艦首装備ソナーおよびATAS(v)2曳航ソナーを有する。スフェリオン・ソナーは6～8kHzを使用して探知距離は2～24kmで、本型と同様の改ラファイエット級であるサウジアラビアのアル・リヤド級フリゲート、オーストラリアのアデレード級フリゲート（強化後）やアンザック級フリゲート、さらにはノルウェーのイージス艦であるフリチョフ・ナンセン級フリゲート（改良型）でも採用実績のある優秀なソナーであるが、一方、ATAS(v)2は使用時に艦の安定性を損なうという報告がある。
自艦装備の対潜火力としては、両舷にMk 46短魚雷のMk 32 短魚雷発射管を有する。Mk 46短魚雷は旧西側諸国海軍の艦艇で標準的な対潜兵器であるが、比較的短射程である。しかも、魚雷発射管は剥き出しのまま搭載されているため、艦のステルス性を損なっている。本級はこれを補完する中・長射程の対潜火力は持たないが、有力な哨戒ヘリコプターであるS-70C（SH-60 シーホークにほぼ匹敵）を搭載することから、その対潜戦闘能力に不足はないものと見なされている。

### 対水上戦闘
本級は、対水上火力として、台湾国産の雄風II型SSM 4連装発射機を2基搭載している。これは、対外関係により供給が不安定なアメリカのハープーンを置換するために開発されたミサイルであり、必然的に同規模となっている。原型艦の搭載するエグゾセMM40と同等の射程であり、レーダーに加え赤外線センサーを併用するシーカーや自己鍛造弾頭の採用など、独自の工夫がこらされている。
一方、対水上センサーとしては、Triton-Gレーダーを使用する。これは、日本のOPS-28やオランダのMW-08に似た性格のレーダーで、遠距離での探知能力に優れる。また、電波発振が危険な状況では、データリンクによって僚艦などから伝えられた敵の情報や電子戦装置によって傍受した敵の電波情報によって攻撃を実施する。

### 対空兵装
本級の最大の弱点とされているのが、貧弱な防空火力である。原型艦はクロタル個艦防空ミサイルを搭載し、これは順次アスター 15に換装される予定である。しかし、フランス政府はアスター15の輸出に慎重であり、クロタルはかなりの高額を要求したため実現せず、かわって台湾海軍が従来より使用してきたシーチャパラルを搭載した。しかしシーチャパラルは射程が短く、目標正面における交戦能力もほとんど持たないことから、対艦ミサイルなどの現代の経空脅威に対してほとんど対抗しえない。2013年時点ではミサイル脅威に対しては、76mm単装速射砲および20mm ファランクスCIWSのみが防空火力として期待しうるものとなる。
これを是正するため、台湾空軍で用いられている国産の天剣2型（TC-2）空対空ミサイルを艦載化(海劍二型/TC-2N)の上で搭載する計画が進められた。この艦対空ミサイルの試作弾は2005年に完成し、30 km程度の射程を有するものと推測されており、アスター 15またはアメリカのESSMにほぼ匹敵すると期待されていた。しかし、2008年から改装予定だったにもかかわらずVLSの開発が難航し、天剣2型の再生産が必要など費用対効果の問題や技術的課題もあったため、2009年に計画は白紙となった。だが、その後も発射機の開発がすすめられており、立法院での高天忠海軍参謀長の答弁（2013年11月4日）によると、2017年から海剣2型を搭載する改修を行う予定だという。
2020年4月には、ミサイル妨害システムを改修するためにフランスからDAGAIE Mk.2 デコイ発射機を購入する方針が発表された。
2021年9月には、国防部は立法院に年間予算を送り、康定級6隻のC4Iシステム、レーダー、32連装海劍二垂直発射型対空ミサイルシステムの近代化改修アップグレードのために、中山科学研究院が独自に開発した垂直発射システム「華陽」を使用する予定、2022年から2030年の間に総額431億5900万ニュー台湾ドルの予算を組んだ。

### 砲熕兵装
主砲は、台湾海軍が広く艦載砲として使用するオート・メラーラ 76 mm速射砲を1門艦首に搭載する。76 mm 速射砲には台形のステルス・シールドを装備したモデルがあるが、本型の搭載砲は従来型の円筒形シールドを採用しているため、ステルス性には問題があると考えられている。76 mm　速射砲は、シーチャパラル短SAMとともにCastor-IICによって射撃指揮を受ける。
また、多数の小型水上目標と近距離において交戦するため、本級はボフォース 70口径40mm機関砲の単装マウントを2基備えており、ヘリコプター格納庫両脇に搭載されている。これもやはり従来どおりの非ステルス砲塔を採用しており、艦のステルス性を著しく損なっていると見なされている。
なお、2014年に試験的に武昌は主砲を台湾国産のステルス砲塔に換装している。

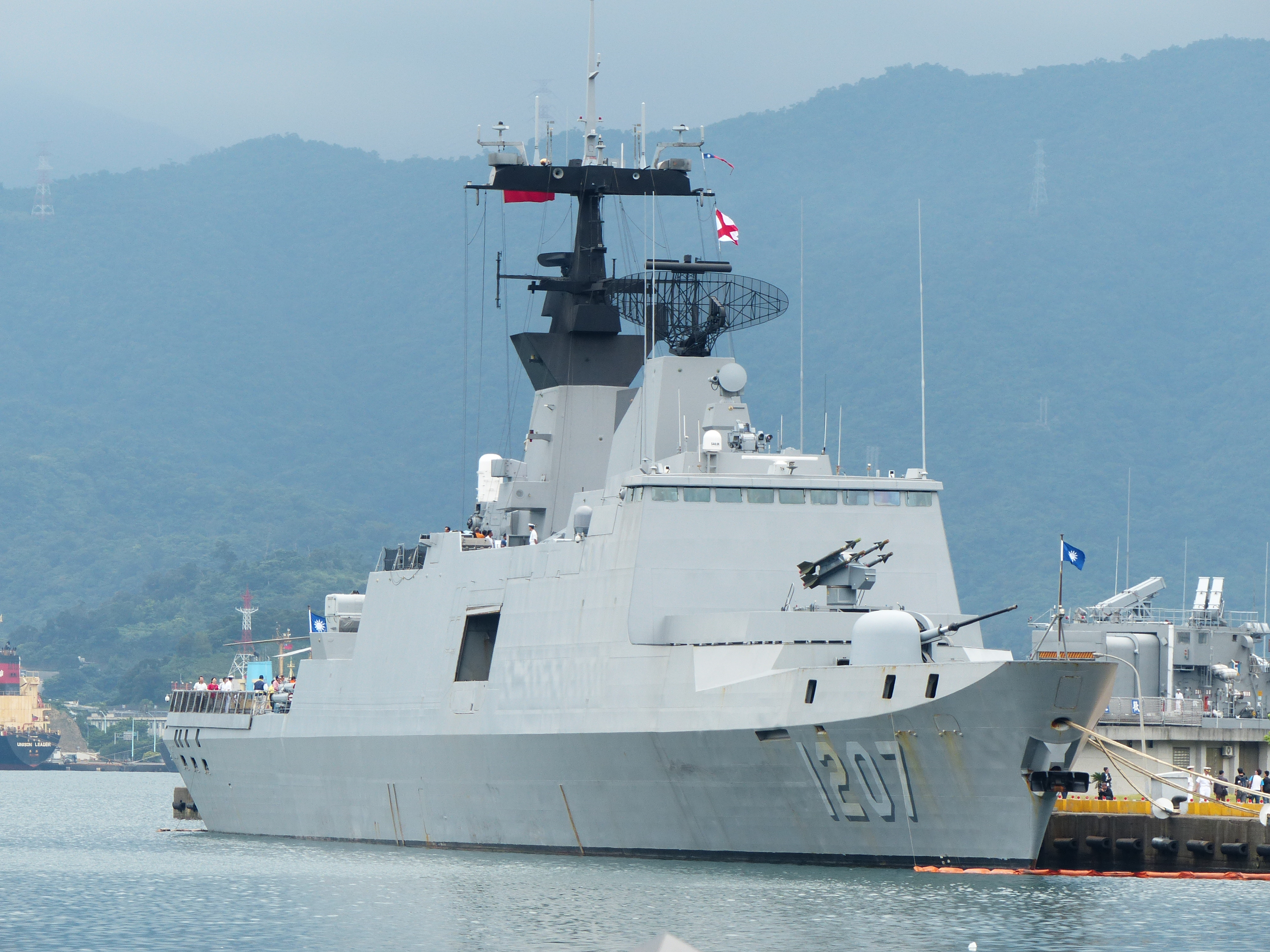
艦首側から見た武昌(2013年)
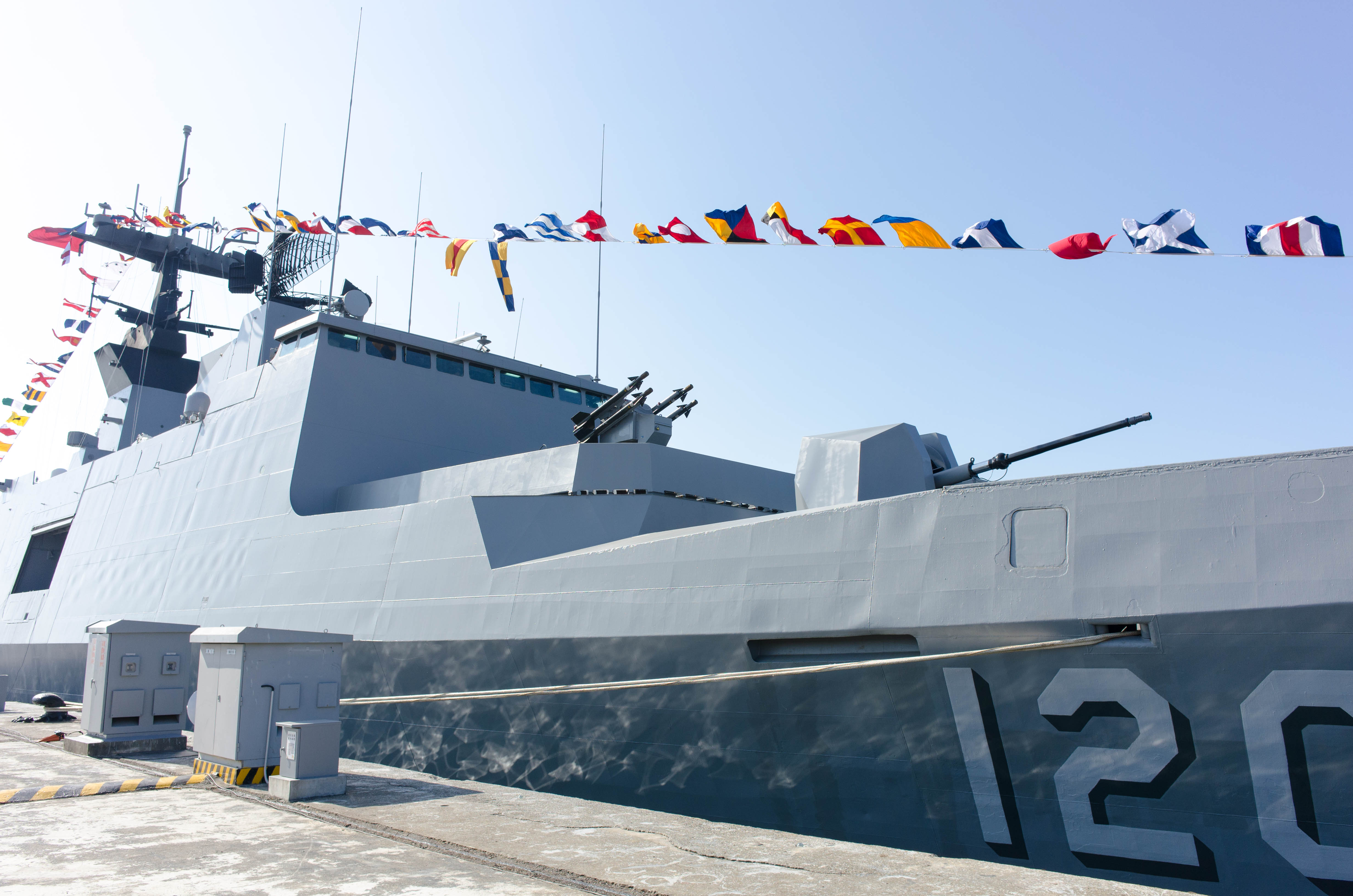
国産のステルス砲塔に換装した武昌(2014年)
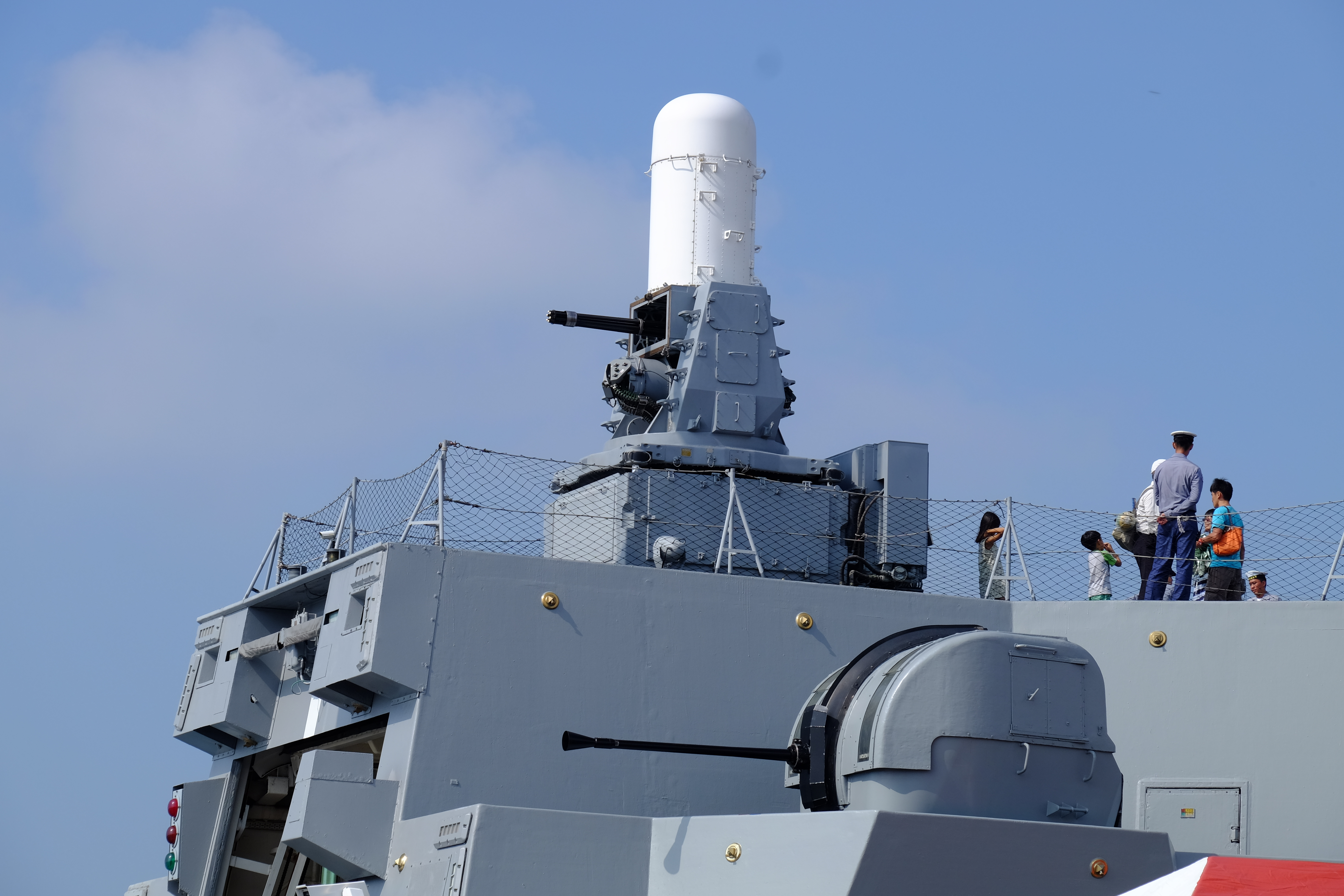
Mk.15 20mmCIWS & ボフォース 70口径40mm機関砲(2015年)

### 航空機
本級は、S-70C(M)-1 サンダーホーク哨戒ヘリコプター1機を搭載する。同機は、民間向けのS-70Cという命名を受けているが、実際には海軍向け輸出型のS-70Bに準じる機体であり、ベンディックス製AN/ASQ-18(V)3 ディッピングソナーおよびAN/APS-128C レーダーを装備しており、極めて有力な対潜哨戒機である。

## 配備
フランス建造分の6隻は、ロリアンの海軍工廠で1992年から1994年にかけて起工され、1998年までに就役した。予定されていた台湾での建造は、6隻で70億フランだったコストが160億フランにまで膨張した上に、リベートの支払いや、1993年に発覚した総額5億ドルにも及ぶ汚職（ラファイエット事件）などの政治問題もあって中止となった。価格が高騰したため、台湾は搭載兵器購入を諦め、兵器無し状態で購入。本国へ回航し、国産やアメリカ製などの代替兵器を搭載した。
6隻は龍江級ミサイル艇・錦江級ミサイル艇とともに基隆の第131巡防艦隊に配備されたが、導入当初は全艦が何らかの理由で港内に停泊しなければならないほど不調続きであったが、現在は稼働率も高くなっており、台湾海軍の主力として活躍している。
2020年には、本級のデコイ発射機をラクロワ・ダゲMk2に更新する近代化改装を8億3,500万台湾ドルで行うことになったが、中国がフランスに対して取引中止の圧力をかけ、フランスが拒否したことが報じられた。
2021年度から2029年度にかけて全艦に近代化改修のための予算が割り当てられており、2025年7月には最初の改修艦である「承徳」が海上公試に入り、年内に復帰予定と報じられている。ただし、政治的情勢から海軍の今後の予算確保は不透明ともいわれる。

## 同型艦
全艦がDCNロリアン工廠で建造された。
| 艦番号  | 艦名           | 起工            | 進水            | 就役            | 退役   | 備考 |
| ------- | -------------- | --------------- | --------------- | --------------- | ------ | ---- |
| FF-1202 | 康定 Kang Ding | 1993年 8月26日  | 1994年 3月12日  | 1996年 5月24日  | 就役中 |      |
| FF-1203 | 西寧 Si Ning   | 1994年 3月14日  | 1994年 11月5日  | 1996年 10月12日 | 就役中 |      |
| FF-1205 | 昆明 Kun Ming  | 1994年 11月6日  | 1995年 5月13日  | 1997年 2月26日  | 就役中 |      |
| FF-1206 | 迪化 Di Hua    | 1995年 7月1日   | 1995年 11月27日 | 1997年 12月16日 | 就役中 |      |
| FF-1207 | 武昌 Wu Chang  | 1995年 7月1日   | 1995年 11月27日 | 1997年 12月16日 | 就役中 |      |
| FF-1208 | 承徳 Chen De   | 1995年 12月27日 | 1996年 8月2日   | 1998年 3月19日  | 就役中 |      |